# Волнянский, Кирилл Виссарионович
Кирилл Виссарионович Волнянский (23 декабря 1916, Новосёловка, Царичанский район — 24 декабря 1986, Кишинёв) — советский хозяйственный, государственный и политический деятель, Герой Социалистического Труда.

## Биография
Родился 23 декабря 1916 года в селе Новосёловка Кобелякского уезда Полтавской губернии (ныне в Царичанском районе Днепропетровской области Украины) в бедной крестьянской семье. Украинец.
Член ВКП(б) с 1939 года. Участник Великой Отечественной войны. С 1949 года — на хозяйственной, общественной и политической работе. В 1949—1977 гг. — второй, первый секретарь Чадыр-Лунгского райкома КП Молдавской ССР, первый секретарь Каушанского райкома КП Молдавской ССР, директор Кагульского гидромелиоративного совхоза-техникума, заместитель генерального директор Кагульского аграрно-промышленного объединения Министерства плодового и овощного хозяйства Молдавской ССР
Указом Президиума Верховного Совета СССР от 15 февраля 1957 года присвоено звание Героя Социалистического Труда с вручением ордена Ленина и золотой медали «Серп и Молот».
Избирался депутатом Верховного Совета Молдавской ССР 5-го созыва.
Умер в Кишинёве в 1986 году.